# Симфонія № 1 (Онеґґер)
Симфонія № 1 Артура Онеґґера написана в 1929–30 роках, і виконана вперше в Бостоні 13 лютого 1931 під орудою Сергія Кусевицького з нагоди п'ятдесятої річниці Бостонського оркестру.
Складається з трьох частин:
1. Allegro marcato
2. Adagio
3. Presto

Тривалість — 21 хвилина.